# Deisidaimonia
Deisidaimonia (altgriechisch δεισιδαιμονία) bezeichnete in der antiken griechischen Religion ursprünglich Gewissenhaftigkeit in religiösen Belangen, hatte also anfangs eine positive Bedeutung. In klassischer Zeit meinte Deisidaimonia aber übertriebene Frömmelei, Aberglaube und Bigotterie. Sie entspricht damit der römischen Superstitio.
Theophrastos von Eresos beschreibt die Deisidaimonia als „Feigheit gegenüber dem Göttlichen“ und Plutarch in de superstitione äußert sich ähnlich und führt die Deisidaimonia auf eine ungenügenden Kenntnis der Götter zurück. Die unterwürfige und übertrieben ängstliche Haltung des Frömmlers gegenüber den Göttern beruht demnach auf einem Missverständnis in Hinblick darauf, was die Götter vom Menschen fordern und erwarten.